# James Hutchison Stirling

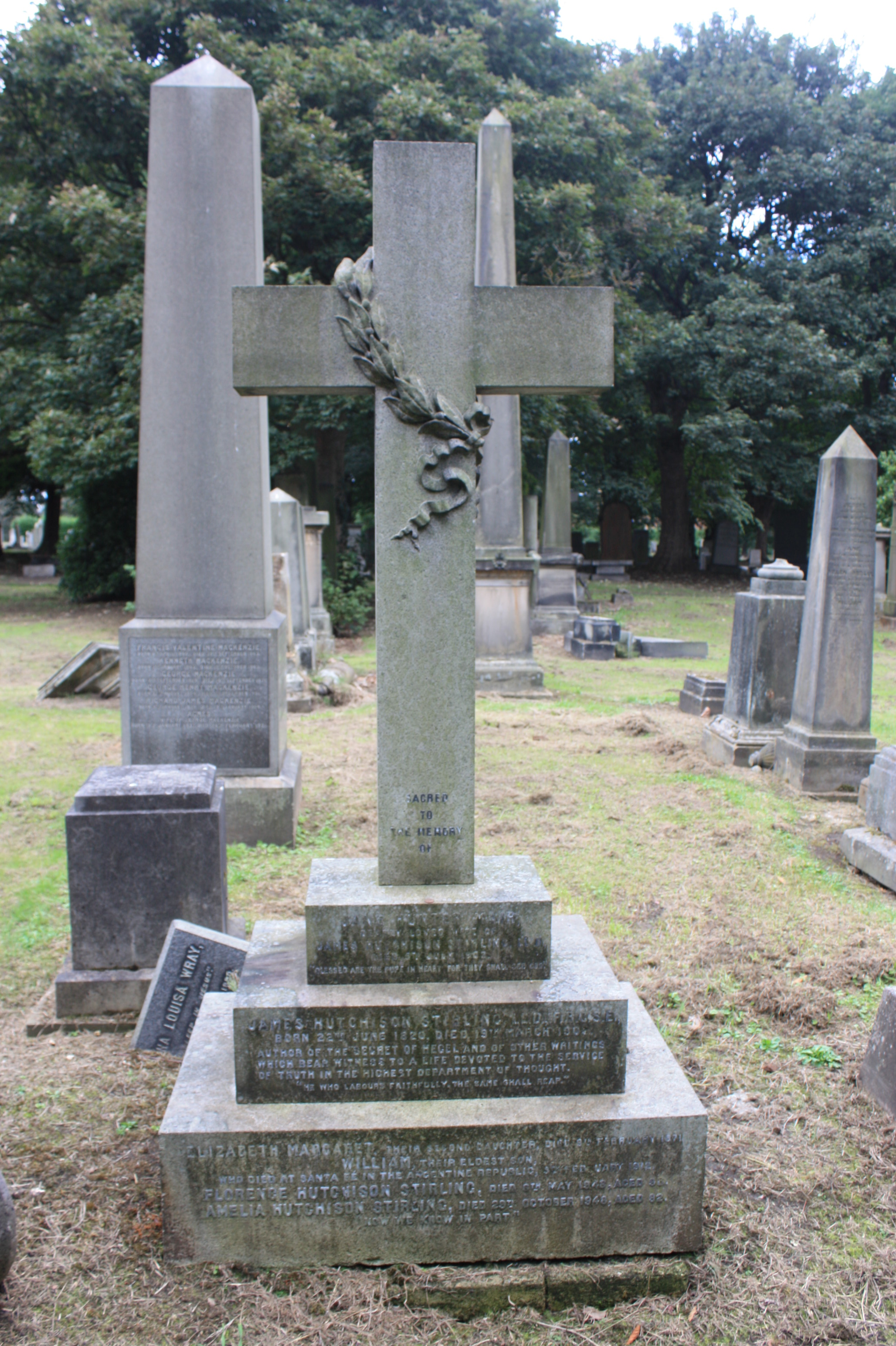
Grabstein von James Hutchison Stirling am Warriston Friedhof bei Edinburg

James Hutchison Stirling (* 22. Juni 1820 in Glasgow; † 19. März 1909 in Edinburgh) war ein schottischer Philosoph.

## Leben
Stirling wurde als das jüngste von sechs Kindern des Textil-Fabrikanten William Stirling und seiner Frau Elizabeth Christie Stirling geboren. Auf Wunsch seines  Vaters studierte er von 1833 bis 1842 Medizin an der University of Glasgow, besuchte aber gleichzeitig Kurse für Philosophie, Klassische Philologie und Geschichte. Nach Erlangung seines Medizinabschlusses am Royal College of Surgeons of Edinburgh (1842) begann er eine medizinische Laufbahn als Assistenzarzt in Pontypool. Im Jahre 1844 ging er nach Hirwaun und wurde 1846 dort Chirurg, wobei er sich nebenbei immer mit zeitgenössischer Literatur beschäftigte. Im Jahre 1847 heiratete er Jane Hunter Mair, eine langjährige Freundin der Familie, mit der er sieben Kinder hatte.
Das nach dem Tode seines Vaters (1851) erhaltene Erbe ermöglichte Stirling seinen Beruf als Arzt aufzugeben und sich ausschließlich seiner literarischen Studien zu widmen. Wie viele seiner schottischen Zeitgenossen wurde er ein glühender Verehrer von Thomas Carlyle. Er folgte dessen Rat, die französische und die deutsche Sprache zu erlernen, um die zeitgenössische europäische Literatur und Philosophie eingehender studieren zu können. 1851 ging er dann mit seiner Familie zunächst nach Paris, danach nach Saint-Malo (1852–1856), schließlich für ein Jahr nach Heidelberg (1856). Diese Jahre waren vornehmlich dem Studium der kontinentalen, vor allem der zeitgenössischen deutschen Philosophie gewidmet.
Im Jahre 1857 kehrte Stirling nach Großbritannien zurück, zunächst für drei Jahre nach Kensington, 1860 dann nach Edinburgh, wo er nun bleiben sollte.  Er widmete sich dort nun intensiv dem Studium und der Interpretation des Werks von Hegel, dessen Denken ihn während seines Auslandsaufenthalts am meisten beeindruckt hatte. Aus diesen Studien ging 1865 das voluminöse Werk The Secret of Hegel hervor, das Stirling schnell einer breiteren Öffentlichkeit bekannt machte.
Von 1888 bis 1890 hielt er die Gifford Lectures an der University of Edinburgh, die er  1890 unter dem Namen Philosophy and Theology veröffentlichte.

## Werk
Das Werk The Secret of Hegel gilt als die erste große Studie über Hegel in Großbritannien, die dort wesentlich zum Aufblühen der idealistischen Bewegung beitrug. Stirling beschreibt darin die Philosophie David Humes als den Höhepunkt der Aufklärung, während er Kant bereits jenseits der Aufklärung sieht. Kant habe das Fundament für das Gebäude des Idealismus gelegt, das aber erst von Hegel errichtet und ausgebaut worden sei. Das „Geheimnis Hegels“ zu verstehen, bedeute zu verstehen, wie er die in der kritischen Philosophie Kants nur implizite Lehre des konkreten Universalen explizit gemacht habe.

## Schriften
- Sir William Hamilton, or the Philosophy of Perception, 1865
- The Secret of Hegel, 2 Bde., 1865
- Jerrold, Tennyson and Macaulay, Essays, 1868
- As Regards Protoplasm, 1869, 2. Aufl. 1872 (gegen Huxley gerichtet)
- Lectures on the Philosophy of Law, 1873
- Text-book to Kant, 1881 (Übersetzung der Kritik der reinen Vernunft´mit Kommentar und Biographie)
- Philosophy in the Poets, 1885
- Philosophy and Theology, 1890
- Darwinism, Workmen and Work, 1894
- What is Thought? or the Problem of Philosophy, 1900
- The Categories, 1903